# Bruno Ganz
Bruno Ganz (Zurigo, 22 marzo 1941 – Wädenswil, 16 febbraio 2019) è stato un attore svizzero.

## Biografia
Figlio di un operaio svizzero, Oskar Ganz, e di madre italiana, Anna, debuttò al cinema nel 1960 nel film Der Herr mit der schwarzen Melone, grazie al quale venne notato dall'attore Gustav Knuth, che ne apprezzò il talento. Nel 1970 fu uno dei fondatori, assieme al regista Peter Stein e all'attrice Edith Clever, della compagnia teatrale berlinese di ispirazione brechtiana Schaubühne am Halleschen Ufer. 
La sua carriera ebbe una svolta nel 1976, quando recitò da coprotagonista nella trasposizione cinematografica del racconto La Marchesa di O… di Kleist per la regia di Eric Rohmer, e nel 1977, quando il regista tedesco Wim Wenders gli affidò la parte del corniciaio Jonathan Zimmermann ne L'amico americano. Nel 1978 interpretò l'agente immobiliare Jonathan Harker nella celebre rivisitazione di Nosferatu, il principe della notte di Werner Herzog; il successo arrivò nel 1987 con il film Il cielo sopra Berlino di Wim Wenders. Nel 1989 partecipò al film Spalle nude. Nel 1995 recitò nella miniserie televisiva Il grande Fausto, incentrata sulla vita del campionissimo del ciclismo Fausto Coppi, interpretando il ruolo del massaggiatore non vedente Biagio Cavanna, scopritore e guida per l'intera carriera di Coppi. Nel 1998 partecipò al film L'eternità e un giorno.

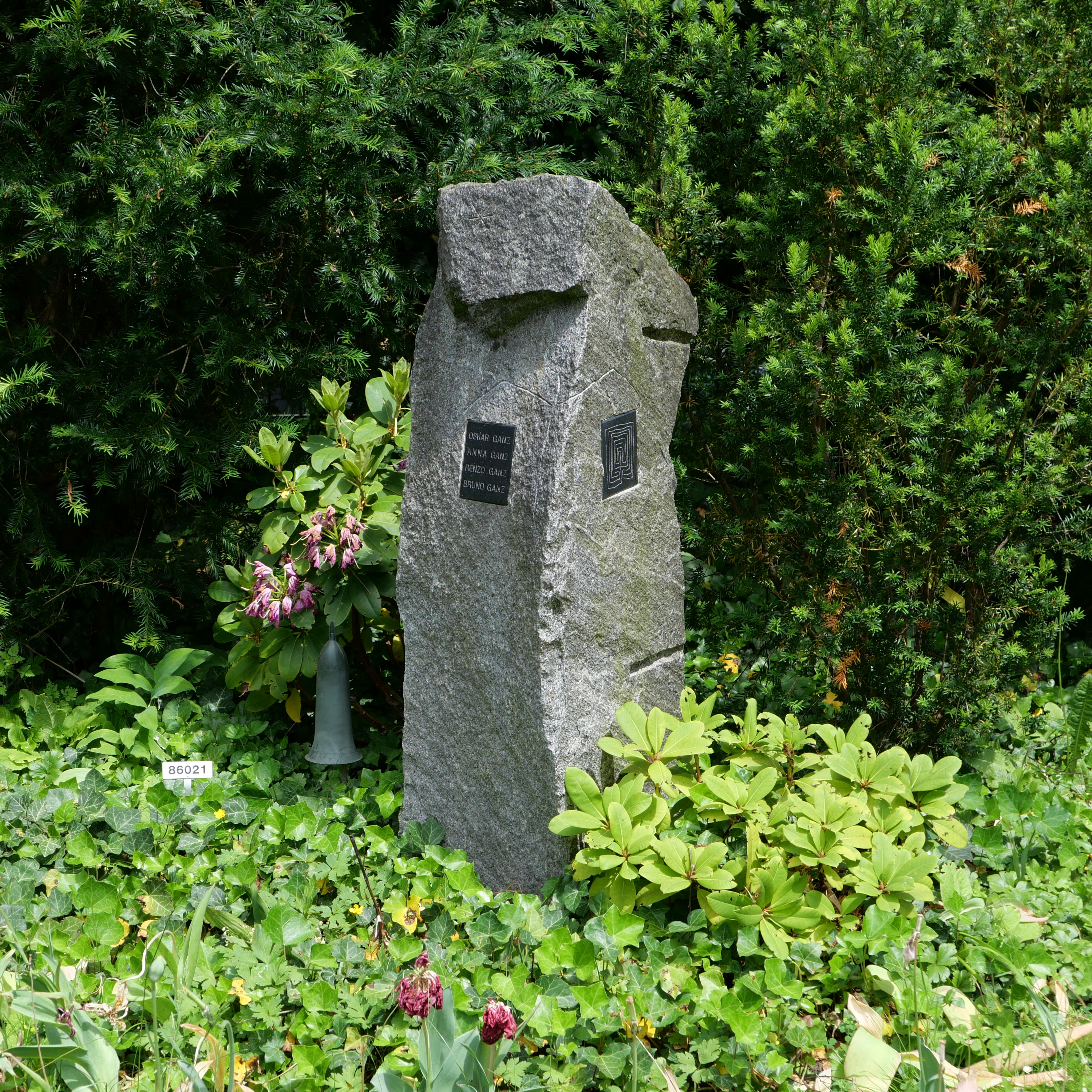
La tomba di Ganz, suo fratello Renzo e dei loro genitori Anna e Oskar al Cimitero Rehalp di Zurigo.

La sua partecipazione a Pane e tulipani gli valse il David di Donatello 2000 come miglior attore protagonista. Si pose all'attenzione anche come interprete teatrale, segnatamente nel Prometeo incatenato di Eschilo (1987) e in alcune opere di Bertolt Brecht. Tra le rappresentazioni teatrali più celebri, quella del Faust goethiano nella messinscena diretta da Peter Stein nel 2000 ad Hannover durante l'EXPO.
Nel 2004 interpretò Adolf Hitler nel film La caduta, diretto da Oliver Hirschbiegel, mentre nel 2010 fu Tiziano Terzani ne La fine è il mio inizio, diretto da Jo Baier e tratto dall'omonimo libro postumo del giornalista e scrittore fiorentino. L'11 agosto 2011 l'attore, che visse dividendosi tra Zurigo, Berlino e Venezia, ricevette il Pardo alla carriera al Festival del cinema di Locarno. Nel 2013 fu scelto dal regista Ridley Scott per interpretare il ruolo del Papa nella serie tv The Vatican, di cui venne però girato unicamente l'episodio pilota.
Nel 2018 gli venne diagnosticato un carcinoma intestinale, malattia per cui iniziò a sottoporsi a cicli di chemioterapia. Morì il 16 febbraio 2019 nella sua residenza ad Au, frazione di Wädenswil.

## Vita privata
Dalla moglie Sabine, che aveva sposato nel 1965 e da cui si sarebbe poi separato, Ganz ebbe il figlio Daniel (1972). L'attore possedeva tre case: una a Zurigo (sua città natale, dove viveva principalmente), una a Venezia e una a Berlino.
Agli inizi degli anni settanta è stato legato all'attrice Romy Schneider mentre negli ultimi anni di vita fu compagno della fotografa Ruth Walz.

## Filmografia parziale

### Cinema
- Der Herr mit der schwarzen Melone, regia di Karl Suter (1960)
- Scene di un'amicizia tra donne (Lumière), regia di Jeanne Moreau (1976)
- La Marchesa von... (La Marquise d'O...), regia di Éric Rohmer (1976)
- L'amico americano (Der Amerikanische Freund), regia di Wim Wenders (1977)
- La donna mancina (Die linkshändige Frau), regia di Peter Handke (1978)
- I ragazzi venuti dal Brasile (The Boys from Brazil), regia di Franklin Schaffner (1978)
- Il coltello in testa (Messer im Kopf), regia di Reinhard Hauff (1978)
- Nosferatu, il principe della notte (Nosferatu: Phantom der Nacht), regia di Werner Herzog (1979)
- Oggetti smarriti, regia di Giuseppe Bertolucci (1980)
- La storia vera della signora dalle camelie, regia di Mauro Bolognini (1981)
- L'inganno (Die Fälschung), regia di Volker Schlöndorff (1981)
- Dans la ville blanche, regia di Alain Tanner (1983)
- Il cielo sopra Berlino (Der Himmel über Berlin), regia di Wim Wenders (1987)
- Un amore di donna, regia di Nelo Risi (1988)
- Bankomatt, regia di Villi Hermann (1989)
- Spalle nude (Strapless), regia di David Hare (1989)
- Figli della natura (Börn náttúrunnar), regia di Friðrik Þór Friðriksson (1991)
- La domenica specialmente, regia di Giuseppe Bertolucci (1991)
- A Praga (Prague), regia di Ian Sellar (1992)
- Ultimi giorni da noi (The Last Days of Chez Nous), regia di Gillian Armstrong (1992)
- Così lontano così vicino (In weiter Ferne, so nah!), regia di Wim Wenders (1993)
- Saint-Ex, regia di Anand Tucker (1996)
- L'eternità e un giorno (Mia aioniotita kai mia mera), regia di Theo Angelopoulos (1998)
- Pane e tulipani, regia di Silvio Soldini (2000)
- La forza del passato, regia di Piergiorgio Gay (2002)
- Luther - Genio, ribelle, liberatore (Luther), regia di Eric Till (2003)
- La caduta - Gli ultimi giorni di Hitler (Der Untergang), regia di Oliver Hirschbiegel (2004)
- The Manchurian Candidate, regia di Jonathan Demme (2004)
- Non abbiate paura - La vita di Giovanni Paolo II, regia di Jeff Bleckner (2005)
- Vitus, regia di Fredi M. Murer (2006)
- Un'altra giovinezza (Youth Without Youth), regia di Francis Ford Coppola (2007)
- La banda Baader Meinhof (Der Baader Meinhof Komplex), regia di Uli Edel (2008)
- La polvere del tempo (I skoni tou chronou), regia di Theodoros Angelopoulos (2008)
- The Reader - A voce alta (The Reader), regia di Stephen Daldry (2008)
- Giulias Verschwinden, regia di Christoph Schaub (2009)
- Der grosse Kater, regia di Wolfgang Panzer (2009)
- Taxiphone: El Mektoub, regia di Mohammed Soudani (2010)
- La fine è il mio inizio (Das Ende ist mein Anfang), regia di Jo Baier (2010)
- Unknown - Senza identità (Unknown), regia di Jaume Collet-Serra (2011)
- Sport de filles, regia di Patricia Mazuy (2011)
- Treno di notte per Lisbona (Night Train to Lisbon), regia di Bille August (2013)
- The Counselor - Il procuratore (The Counselor), regia di Ridley Scott (2013)
- Michael Kohlhaas, regia di Arnaud des Pallières (2013)
- In ordine di sparizione (Kraftidioten), regia di Hans Petter Moland (2014)
- Remember, regia di Atom Egoyan (2015)
- Heidi, regia di Alain Gsponer (2015)
- In zeiten des abnehmenden lichts, regia di Matti Geschonneck (2017)
- The Party, regia di Sally Potter (2017)
- La casa di Jack (The House That Jack Built), regia di Lars von Trier (2018)
- Il tabaccaio di Vienna (Der Trafikant), regia di Nikolaus Leytner (2018)
- La vita nascosta - Hidden Life (A Hidden Life), regia di Terrence Malick (2019) - postumo

### Televisione
- Nero e bianco come giorno e notte (Schwarz und Weiss wie Tage und Nacht), regia di Wolfgang Petersen – film TV (1978)
- La vita leggendaria di Ernest Hemingway, regia di José María Sánchez – miniserie TV (1989)
- Il grande Fausto, regia di Alberto Sironi – miniserie TV (1995)

## Riconoscimenti
- David di Donatello
  - 1981 – Candidatura al miglior attore non protagonista per La storia vera della signora dalle camelie
  - 2000 – Miglior attore protagonista per Pane e tulipani

- European Film Awards
  - 2010 – Premio alla carriera

- Ciak d'oro
  - 2000 – Miglior attore protagonista per Pane e tulipani

- Montreal World Film Festival
  - 2006 – Grand Prix Special des Amériques

- Sant Jordi Awards
  - 1979 – Miglior attore in un film straniero per L'amico americano

## Doppiatori italiani
Nelle versioni in italiano dei suoi film, ad eccezione di Pane e tulipani, Bruno Ganz è stato doppiato da:
- Bruno Alessandro in Non abbiate paura - La vita di Giovanni Paolo II, La polvere del tempo, Unknown - Senza identità, Treno di notte per Lisbona, The Party, Il tabaccaio di Vienna
- Rodolfo Bianchi ne La caduta - Gli ultimi giorni di Hitler, Un'altra giovinezza, La banda Baader Meinhof, The Counselor - Il Procuratore
- Ferruccio Amendola in La Marchesa von..., Nosferatu, il principe della notte, La storia vera della signora dalle camelie
- Franco Zucca in The Manchurian Candidate, The Reader - A voce alta, La casa di Jack
- Luca Biagini in Padri e figli, La fine è il mio inizio
- Dario Penne in In ordine di sparizione, Remember
- Ugo Maria Morosi in Heidi, La vita nascosta - Hidden Life
- Gianni Giuliano ne I ragazzi venuti dal Brasile
- Antonio Colonnello in L'inganno
- Riccardo Cucciolla ne Il cielo sopra Berlino
- Gioacchino Maniscalco in Spalle nude
- Stefano De Sando in Così lontano, così vicino
- Oreste Rizzini ne Il grande Fausto
- Vittorio Di Prima in L'eternità e un giorno
- Giorgio Lopez in Luther - Genio, ribelle, liberatore
- Raffaele Fallica in Vitus